# Logania cineraria
Logania cineraria är en fjärilsart som beskrevs av Hans Fruhstorfer 1915. Logania cineraria ingår i släktet Logania och familjen juvelvingar. Inga underarter finns listade i Catalogue of Life.